# 第11装甲擲弾兵師団 (ドイツ連邦陸軍)
第11装甲擲弾兵師団（ドイツ語：11. Panzergrenadierdivision）は、ドイツ連邦陸軍の師団のひとつ。1994年9月に解散した。ニーダーザクセン州オルデンブルクに師団司令部を置き、師団の部隊は主にニーダーザクセン州のエムス川・ヴェーザー川・アラー川間およびブレーメンに駐屯していた。

## 歴史

### 第1次編制
1959年1月にオルデンブルクにて第6擲弾兵師団として編成が開始され、同年3月1日に第11装甲擲弾兵師団として発足し第1軍団に所属する。1959年内に最終部隊が創設される。
- 師団司令部中隊
- 第11通信大隊
- 第11工兵大隊
- 第11衛生大隊
- 第11野戦砲兵大隊
- 第311装甲擲弾兵大隊
- 第316補給大隊
- 第310装甲猟兵中隊
- 第11整備中隊
- 第11野戦憲兵中隊
- 第32装甲擲弾兵旅団
  - 旅団司令部中隊
  - 第323装甲擲弾兵大隊
  - 第324戦車大隊
  - 第326補給大隊
  - 第320装甲偵察中隊
  - 第320装甲工兵中隊
  - 第320装甲猟兵中隊
- 第33装甲旅団
  - 旅団司令部中隊
  - 第332装甲擲弾兵大隊
  - 第333戦車大隊
  - 第335装甲砲兵大隊
  - 第336補給大隊
  - 第330装甲偵察中隊
  - 第330防空中隊

### 第2次・第3次編制
1961年に陸軍第2次編制の下で再編成する。師団の構造は以下の通り。
- 第31装甲擲弾兵旅団
  - 旅団司令部中隊
  - 第311装甲擲弾兵大隊
  - 第312装甲擲弾兵大隊
  - 第313降下猟兵大隊
  - 第314戦車大隊
  - 第315野戦砲兵大隊
  - 第316補給大隊
  - 第317野戦予備大隊（非現役）
  - 第310装甲猟兵中隊
  - 第310装甲偵察中隊
  - 第310装甲工兵中隊
  - 第310特殊武器防護中隊
  - 第310防空中隊
  - 第310装甲偵察隊
- 第32装甲擲弾兵旅団
- 第33装甲旅団
- 師団直轄部隊
  - 第11砲兵連隊
  - 第11通信大隊
  - 第11陸軍航空隊
  - 第11防空連隊
  - 第11工兵大隊
  - 第11戦車教導大隊（防衛任務の際に指揮下に入る、通常は第9装甲教導旅団の所属）
  - 第11衛生大隊
  - 第11補給大隊
  - 第11特殊武器防護中隊
  - 第11軍楽隊

1961年に師団は北大西洋条約機構に結合される。

### 第4次編制
1980年代の第4次編制で師団は以下のような構成となっていた。
- 第31装甲擲弾兵旅団　在オルデンブルク、ヘニング・フォン・トレスコウ兵営
- 第32装甲擲弾兵旅団　在シュヴァネヴェーデ
- 第33装甲旅団　在ツェレ
- 師団直轄部隊
  - 第11砲兵連隊　在オルデンブルク、ヒンデンブルク兵営
  - 第11防空連隊　在アヒム、シュトイベン兵営
  - 第11工兵大隊　在デルフェルデン、ニーダーザクセン兵営
  - 第11通信大隊　在オルデンブルク、ヒンデンブルク兵営
  - 第11戦車教導大隊　在ミュンスター（第2次編制から第3次編制まで）
  - 第11衛生大隊　在レーア
  - 第11整備大隊　在デルメンホルスト
  - 第11補給大隊　在デルメンホルスト
  - 第11陸軍航空隊　在ローテンブルク
  - 第11特殊武器防護大隊　在エムデン
  - 第11軍楽隊　在ブレーメン
- 非現役部隊
  - 第111野戦予備大隊
  - 第112野戦予備大隊
  - 第116猟兵大隊
  - 第111猟兵大隊
  - 第111警備大隊

陸軍第5次編制の発表で第11装甲擲弾兵師団は解散されることが決定する。1994年3月3日から解散準備を始め、9月に解散する。解散しなかった部隊は第1装甲師団に編入された。

### 実働任務
1962年2月のエルベ川・ヴェーザー川の洪水（de:Sturmflut 1962）に出動し、1975年夏にはリューネブルガーハイデの山火事に出動する。1990年9月には西ドイツ国内に貯蔵していた化学兵器移転のためのスチールボックス作戦（en:Operation Steel Box）に師団の衛生隊員が数週間にわたり参加する。1990年11月から1991年7月まで、湾岸戦争のためエムデン港とノルデンハムでの米英軍部隊の輸送支援に従事する。

## 歴代師団長
| 代 | 氏名                                                                        | 着任           | 離任           |
| -- | --------------------------------------------------------------------------- | -------------- | -------------- |
| 1  | ハインツ・ゲイトク陸軍少将 Heinz Gaedcke                                    | 1959年11月1日  | 1960年12月31日 |
| 2  | コール・フォン・ホーベ陸軍少将 Cord von Hobe                                | 1961年1月1日   | 1964年3月31日  |
| 3  | オットー・ウヒトルツ陸軍少将 Otto Uechtritz                                 | 1964年4月1日   | 1968年1月14日  |
| 4  | ヴェルナー・エブリンク陸軍少将 Werner Ebeling                               | 1968年1月15日  | 1970年9月30日  |
| 5  | ハンス＝ハインリヒ・クライン陸軍少将 Hans-Heinrich Klein                    | 1970年10月1日  | 1974年9月30日  |
| 6  | ゴットフリート・エヴェルト陸軍少将 Gottfried Ewert                          | 1974年10月1日  | 1977年9月30日  |
| 7  | マインハルト・グランツ陸軍少将 de:Meinhard Glanz                            | 1977年10月1日  | 1980年9月30日  |
| 8  | ハンス＝ヘニンク・フォン・ザントラルト陸軍少将 de:Hans-Henning von Sandrart | 1980年10月1日  | 1983年3月31日  |
| 9  | ハンス・ホストル陸軍少将 Hans Hoster                                        | 1983年4月1日   | 1985年9月30日  |
| 10 | エルンスト・クラフッス陸軍少将 Ernst Klaffus                                | 1985年10月1日  | 1987年11月17日 |
| 11 | フーベルトゥス・ゼンフ陸軍少将 Hubertus Senff                               | 1987年11月18日 | 1992年3月31日  |
| 12 | カルステン・オルトマンス陸軍少将 Karsten Oltmanns                           | 1992年4月1日   | 1994年3月31日  |